# 翼手龍滑翔機公司
Pterodactyl Ascender是美國一家超輕型滑翔機公司，營業的年代是1979年至1984年之間。
1979年至1984年這家公司一共賣出了1396 架飛機 ，包括最受歡迎的 DFE Ascender III系列。